# Беверли-Хилтон

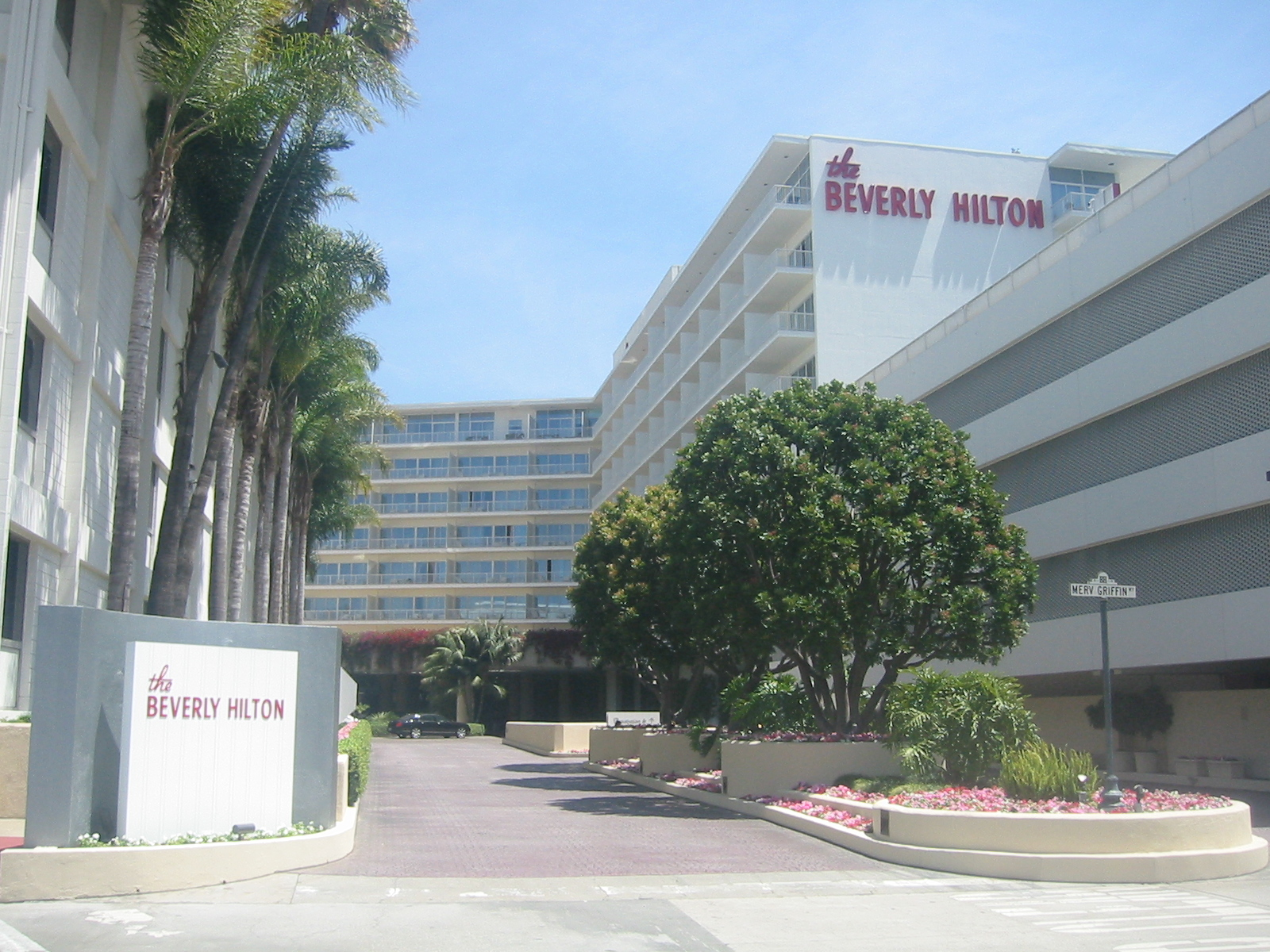
Вход в отель « Беверли Хилтон»

Отель «Беверли-Хилтон» (англ. The Beverly Hilton) — гостиница, которая находится на пересечении Бульвара Уилшир и Санта-Моника в Беверли-Хиллз, Калифорния, США. Располагается на территории 8,9 акра (3,6 га). В отеле «Беверли-Хилтон» проводилось множество церемоний награждения, благотворительных мероприятий, мероприятий индустрии развлечений и киноиндустрии. В нем также проходит ежегодная церемония вручения премии «Золотой глобус».

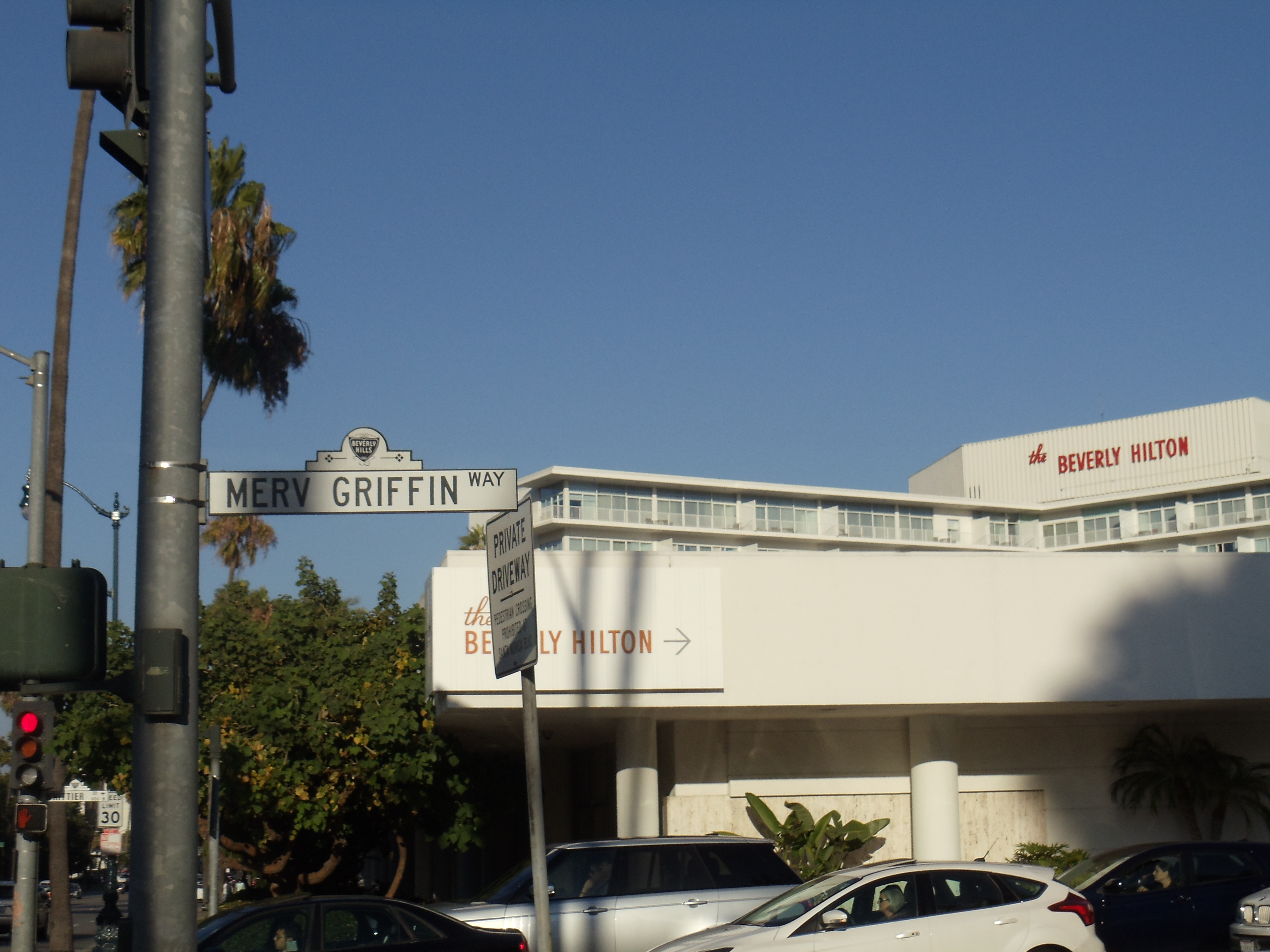
Табличка Мерв Гриффин на фоне отеля Beverly Hilton в Беверли-Хиллз, Калифорния..

## История
В 1949 году Hilton Hotels Corporation заключила соглашение об аренде нового гостиничного комплекса, который будет построен фирмой Краммер на участке площадью 9 акров в Беверли-Хиллз. В 1950 году, после провала сделки с Крамером, Hilton Hotels Corporation решила приобрести компанию (и недвижимость) за 3,07 миллиона долларов и возвести сам отель. Фирма Крамер была переименована в корпорацию развития «Беверли-Хилтон» до ее ликвидации и поглощения материнской компанией.
В августе 1953 года началось строительство отеля стоимостью 12 миллионов долларов на 416 номеров, спроектированного архитектором Уэлтоном Бекетом. Поскольку расходы на строительство возросли, а запланированное на 1954 год открытие отеля было отложено, Hilton Hotels Corporation была вынуждена в том же году взять ипотечный кредит в размере 5 миллионов долларов на строительство отель Mayflower в Вашингтоне, округ Колумбия, чтобы покрыть растущие расходы.

## Знаменитые события
- Премия «Золотой глобус» с 1961 года.
- Премия «Грейси» вручается Альянсом за женщин в СМИ с 1975 года.
- Вечеринка Клайва Дэвиса перед Грэмми.
- Последняя пресс-конференция Ричарда Никсона после его поражения на выборах губернатора Калифорнии 1962 года.
- Кандидат в президенты США и сенатор Джон Эдвардс был снят на видео в гостях у Риэль Хантер во время его скандала с внебрачной связью в 2008 году.
- Ассоциация плавания США проводила здесь премию Золотая Маска в 2007[5] и 2009[6] годах.
- Певица Уитни Хьюстон скончалась в отеле 11 февраля 2012 года, случайно утонув в ванне своего номера[7].
- Премия для создателей онлайн видео (ютуберов и блогеров) Streamy Awards периодически проходит здесь с 2014 года.

## Примечание
1. ↑  Hilton Hotels, 1949 Annual Report. digitalcollections.lib.uh.edu. Дата обращения: 23 апреля 2024. Архивировано 9 апреля 2023 года.
2. ↑  Hilton Hotels, 1950 Annual Report. digitalcollections.lib.uh.edu. Дата обращения: 23 апреля 2024. Архивировано 7 января 2024 года.
3. ↑  Hilton Hotels, 1953 Annual Report. digitalcollections.lib.uh.edu. Дата обращения: 23 апреля 2024. Архивировано 8 апреля 2023 года.
4. ↑  Hilton Hotels, 1954 Annual Report. digitalcollections.lib.uh.edu. Дата обращения: 23 апреля 2024. Архивировано 8 января 2024 года.
5. ↑  «Golden Goggles Event Honors Top American Swimmers» Архивная копия от 23 февраля 2024 на Wayback Machine. Swimming World. November 19, 2007. Retrieved October 10, 2021.
6. ↑  «Ryan Lochte, Rebecca Soni Win Top Honors at the USA Swimming Foundation Golden Goggle Awards» Архивная копия от 23 февраля 2024 на Wayback Machine. Swimming World. Ноябрь 23, 2009. Retrieved October 2, 2021.
7. ↑  Lewis, Randy (11 февраля 2012). Whitney Houston was to attend Clive Davis' party tonight. Los Angeles Times. Архивировано 16 января 2021. Дата обращения: 11 февраля 2012.